# Zwijndrecht (Bélgica)
Zwijndrecht es una localidad y un municipio de la provincia de Amberes, en Bélgica. En el año 2019 el municipio tenía una población total de 19.056 habitantes, repartidos en un área de 17,82 km².

## Localidades del municipio
- Zwijndrecht
- Burcht

## Historia
El nombre Zwijndrecht deriva de las antiguas palabras germánicas «swina drifti», ambas sinónimos que significan arroyo, mientras que el sufijo «–drecht» aparece frecuentemente en nombres de localidades del área que son ricas en arroyos. A partir de las excavaciones arqueológicas que se han llevado a cabo en el municipio se ha comprobado que existía en la zona un asentamiento del periodo Neolítico de unos 2000 años a. C., así como pruebas de que la localidad ya existía en la época de la ocupación por parte del Imperio Romano. Tras la Guerra de los Ochenta Años contra España pasa a manos de la corona española en 1585.

## Demografía

### Evolución
Todos los datos históricos relativos al actual municipio, el siguiente gráfico refleja su evolución demográfica, incluyendo municipios después de efectuada la fusión el 1 de enero de 1977.
| Gráfica de evolución demográfica de Zwijndrecht entre 1846 y 2020 |
|                                                                   |

## Personalidades de Zwijndrecht
- Leo Tindemans, político que desempeñó el cargo de primer ministro de Bélgica.
- Alfred Ost, pintor y diseñador gráfico.

## Localidades hermanadas
- Idstein, Alemania.
- Zwijndrecht, Países Bajos.